# سده ۳ (پیش از میلاد)
(سده چهارم پ.م. - سده سوم پیش از میلاد مسیح - سده دوم پ.م. - سده‌های دیگر)

## رویدادها

### دهه ۲۹۰
- ۲۹۹ (پیش از میلاد)؛ سامنیت‌ها با همپیمانی گل‌ها، سابینان و اتروسکان سومین جنگ سامنیت را با جمهوری روم آغاز نمودند.
- ۲۹۸ (پیش از میلاد)؛ شکست روم از سابنیت‌ها
- آگاتوکلس پادشاه سیراکوز به یونانی‌های ایتالیا در نبرد با بروتین‌ها یاری‌رساند و یونان را در برابر روم پشتیبانی نمود.
- بطلمیوس یکم دخترخوانده‌اش را به همسری آگاتوکلس داد.
- بطلمیوس یکم سرانجام منطقه سیرن را به زیر فرمان خود درآورد.
- بیندوسارا پادشاه امپراتوری مائوری شد.

### دهه ۲۸۰
- ۲۸۱ (پیش از میلاد)؛ آتنیوخوس یکم با کشتن پدرش سلوکوس پادشاه سلوکیان شد.
- ۲۸۰ (پیش از میلاد)؛ پیروس اپیروسی به شبه‌جزیره ایتالیا تاخت.
- ۲۸۰ (پیش از میلاد)؛ تندیس رودس به پایان رسید.

### دهه ۲۷۰
- ۲۷۹ (پیش از میلاد)؛ شهرهای بلگراد و زمون به دست سلت‌های اسکوردیسک ساخته‌شدند.
- ۲۷۵ (پیش از میلاد)؛ پایان تاریخ بابل.
- پیروس اپیروسی هنگامی که از شکست دادن جمهوری روم ناامید شد، از دستیابی بر ایتالیا گذشت.
- کوچ گل‌ها به مقدونیه، تراکیه و گالاتیا.
- ۲۷۳ (پیش از میلاد)؛ اشوکای بزرگ به فرمانروایی امپراتوری مائوری رسید.

### دهه ۲۶۰
- ۲۶۴ (پیش از میلاد)؛ نخستین جنگ کارتاژ میان روم و کارتاژ.
- ۲۶۱ (پیش از میلاد)؛ آتنیوخوس دوم پادشاه سلوکیان شد.

### دهه ۲۴۰
- ۲۴۱ (پیش از میلاد)؛ پایان نخستین جنگ کارتاژی با شکست کارتاژ.

### دهه ۲۱۰
- ۲۱۸ (پیش از میلاد)؛ دومین جنگ کارتاژ، هانیبال رهبر کارتاژ با گذر از کوه‌های آلپ خود را به دل روم رساند.
- ۲۱۴ (پیش از میلاد)؛ چین شی هوانگ از دودمان چین دستور ساخت دیوار بزرگ چین را داد.

### ۲۰۰
- ۲۰۲ (پیش از میلاد)؛ شکست کارتاژ در دومین جنگ کارتاژی.
- بازرگانان هندی به بازرگانی با عربستان پرداختند.
- سکاها بر سغد چیره‌شدند.
- پیدایش دودمان هان.
- فانوس دریایی اسکندریه ساخته‌شد.
- پیدایش فرهنگ هوپ‌ول در اوهایو آمریکا.
- برپایی تئوتیهواکان در مکزیک کنونی.

## چهره‌های برجسته
- منسیوس فیلسوف چینی.
- اقلیدس هندسه‌دان.
- ارشمیدس ریاضی‌دان، فیزیک‌دان و مهندس سیراکوزی.
- اراتوستنس ریاضی‌دان، گیتی نگار و اخترشناس یونانی.
- آپولونیوس پرگایی ریاضی‌دان.
- چین شی هوانگ اپراتور چین.
- هانیبال فرمانده جنگی کارتاژ.
- برنوس سرکرده گل‌ها.
- بطلمیوس یکم پادشاه بطلمیوسیان مصر باستان.
- بطلمیوس دوم.
- بطلمیوس سوم.
- بطلمیوس چهارم.
- بطلمیوس پنجم.
- آپیوس کلاودیوس سه‌سوس سازنده حرف G.
- آرسه‌سیلائوس برپاکننده آکادمی نوین.
- مانتو نویسنده تاریخ مصر.
- ژون تسی بنیادگذار فلسفه قانون‌پرستی.
- زنون کیتیومی بنیادگذار فلسفه رواقیون.

## یافته‌ها و نوآوری‌ها
- نخستین ساعت آفتابی رومی.
- ساخت پیچ آبی به دست ارشمیدس.
- ساخت ابزار موسیقی هیدرائولیس به دست کتزیبیوس مهندس یونانی در اسکندریه.